# Somma Lombardo
Somma Lombardo település Olaszországban, Varese megyében. Lakosainak száma 17 767 fő (2023. január 1.). Somma Lombardo Arsago Seprio, Cardano al Campo, Casorate Sempione, Castelletto sopra Ticino, Ferno, Golasecca, Pombia, Samarate, Varallo Pombia, Vergiate és Vizzola Ticino községekkel határos.

## Népesség
A település népességének változása:
| Lakosok száma | 17 884 | 17 919 | 17 767 |
|               | 2017   | 2018   | 2023   |